# منفرد (موسيقى)

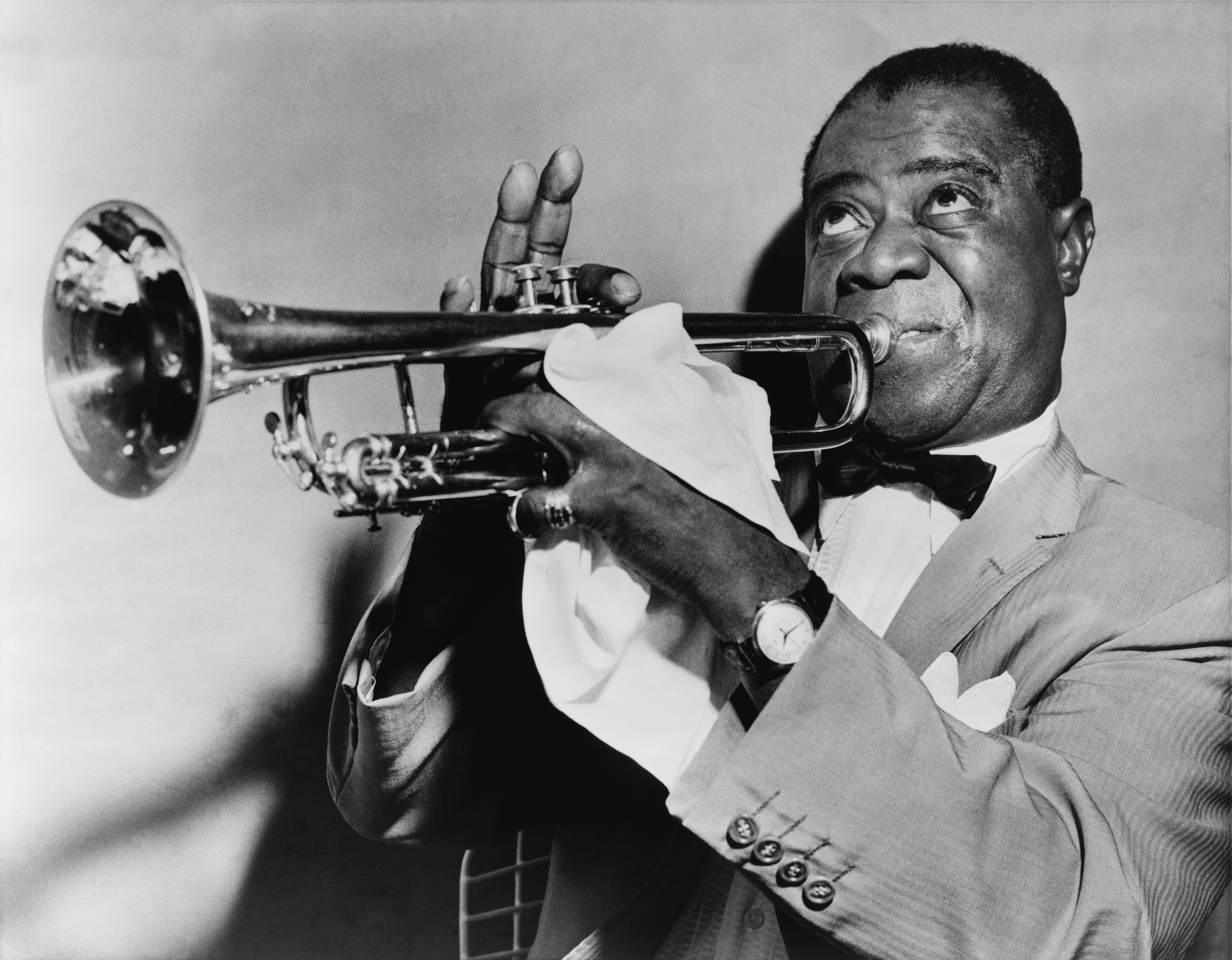
عازق البوق لويس أرمسترونغ كان عازف منفرد

المنفرد أو الغُصْن (بالإيطالية: Solo)‏ (نقحرة: سولو) وتعني الوحيد هو تعبير موسيقي يقصد به أي مقطوعة أو مقطع موسيقي يعزفها أو يغنيها مؤدي منفرد، عمليا فهي تعني عددًا من الاشياء المختلفة، وهذا يتوقف على نوع الموسيقى والسياق. يُسمى عازفها العازف المنفرد. وتكثر في الموسيقى الكلاسيكية، ويميل إلى الإشارة إلى كل من الأداء المنفرد أو المقطع المنفرد في قطعة واحدة: في كثير من الأحيان لا تستخدم للإشارة إلى عدة قطع يؤديها عازف منفرد. وعلاوة على ذلك، يمكن استخدام كلمة سولي يشير أحيانا إلى عدد صغير من أجزاء متزامنة ومخصصة لعازفين منفردين في مقطوعة اوركسترا. في كونشرتو غروسو الباروك، كان التعبير المستخدم للعازف المنفرد هو كونشرتينو.